# Premi Lumière 2025
La cerimonia di premiazione della 30ª edizione dei Premi Lumière si è svolta il 20 gennaio 2025. Le candidature sono state annunciate il 12 dicembre 2024. Emilia Pérez è stato sia il film più candidature, sei, che quello più premiato dell'edizione, con cinque vittorie, tra cui quella per il miglior film.

## Vincitori e candidati
I vincitori sono indicati in grassetto, a seguire gli altri candidati:

### Miglior film
- Emilia Pérez, regia di Jacques Audiard
  - All We Imagine As Light - Amore a Mumbai (All We Imagine as Light), regia di Payal Kapadiya
  - Le Roman de Jim, regia di Arnaud e Jean-Marie Larrieu
  - La storia di Souleymane (L'Histoire de Souleymane), regia di Boris Lojkine
  - L'uomo nel bosco (Miséricorde), regia di Alain Guiraudie

### Miglior regista
- Jacques Audiard – Emilia Pérez
  - Matthieu Delaporte e Alexandre de La Patellière – Il conte di Montecristo (Le Comte de Monte-Cristo)
  - Alain Guiraudie – L'uomo nel bosco (Miséricorde)
  - Boris Lojkine – La storia di Souleymane (L'Histoire de Souleymane)
  - François Ozon – Sotto le foglie (Quand vient l'automne)

### Miglior attore
- Abou Sangare – La storia di Souleymane (L'Histoire de Souleymane)
  - Adam Bessa – Les Fantômes
  - Paul Kircher – Leurs enfants après eux
  - Karim Leklou – Le Roman de Jim
  - Pierre Niney – Il conte di Montecristo (Le Comte de Monte-Cristo)

### Miglior attrice
- Karla Sofía Gascón – Emilia Pérez
  - Hafsia Herzi – Borgo
  - Agnès Jaoui – Ma vie ma gueule
  - Anamaria Vartolomei – Maria
  - Hélène Vincent – Sotto le foglie (Quand vient l'automne)

### Migliore promessa maschile
- Clément Faveau – Vingt Dieux
  - Sayyid El Alami – Leurs enfants après eux
  - Malik Frikah – L'amore che non muore (L'Amour ouf)
  - Félix Kysyl – L'uomo nel bosco (Miséricorde)
  - Pierre Lottin – Sotto le foglie (Quand vient l'automne)

### Migliore promessa femminile
- Ghjuvanna Benedetti – Le Royaume
  - Maïwène Barthélemy – Vingt Dieux
  - Malou Khebizi – Diamant brut
  - Clara-Maria Laredo – À son image
  - Megan Northam – Rabia

### Migliore sceneggiatura
- Jacques Audiard – Emilia Pérez
  - Alain Guiraudie – L'uomo nel bosco (Miséricorde)
  - Boris Lojkine e Delphine Agut – La storia di Souleymane (L'Histoire de Souleymane)
  - Jonathan Millet e Florence Rochat – Les Fantômes
  - François Ozon – Sotto le foglie (Quand vient l'automne)

### Migliore opera prima
- Vingt Dieux, regia di Louise Courvoisier
  - Diamant brut, regia di Agathe Riedinger
  - Les Fantômes, regia di Jonathan Millet
  - Rabia, regia di Mareike Engelhardt
  - Le Royaume, regia di Julien Colonna

### Miglior documentario
- Dahomey, regia di Mati Diop
  - Bye Bye Ṭabariyya, regia di Lina Soualem
  - Madame Hofmann, regia di Sébastien Lifshitz
  - Orlando, ma biographie politique, regia di Paul B. Preciado
  - Voyage à Gaza, regia di Piero Usberti

### Miglior film d'animazione
- Flow - Un mondo da salvare (Straume), regia di Gints Zilbalodis
  - Angelo dans la forêt mystérieuse, regia di Vincent Paronnaud e Alexis Ducord
  - Il dono più prezioso (La Plus Précieuse des marchandises), regia di Michel Hazanavicius
  - Maya, donne-moi un titre, regia di Michel Gondry
  - Sauvages, regia di Claude Barras

### Migliore fotografia
- Nicolas Bolduc – Il conte di Montecristo (Le Comte de Monte-Cristo)
  - Josée Deshaies – The Beast (La Bête)
  - Tristan Galand – La storia di Souleymane (L'Histoire de Souleymane)
  - Paul Guilhaume – Emilia Pérez
  - Claire Mathon – L'uomo nel bosco (Miséricorde)

### Migliore musica
- Camille e Clément Ducol – Emilia Pérez
  - Bertrand Bonello e Anna Bonello – The Beast (La Bête)
  - Amaury Chabauty – Leurs enfants après eux
  - Yuksek – Les Fantômes
  - Alexandre Desplat – Il dono più prezioso (La Plus Précieuse des marchandises)

### Migliore coproduzione internazionale
- Il seme del fico sacro (Dāne-ye anjīr-e ma'ābed), regia di Mohammad Rasoulof
  - Grand Tour, regia di Miguel Gomes
  - Green Border (Zielona granica), regia di Agnieszka Holland
  - Puan, regia di María Alché e Benjamín Naishtat
  - Volveréis, regia di Jonás Trueba